# 툰호
툰호(독일어: Thunersee)는 스위스 베른주에 있는 호수로, 호수 북쪽에 있는 도시 툰의 이름을 따서 붙여졌다. 툰호는 표면적이 48.3km2으로 단일 주 내에서 가장 큰 스위스 호수이다.

## 개요
호수는 마지막 빙하기 이후에 만들어졌다. 10세기 이후에는 브리엔츠 호수에서 갈라져 두 호수가 합쳐져 벤델제("벤델 호수")가 되었다. 호수 배수 분지의 정점은 해발 4,274m에 있는 핀스터아어호른이다.
툰 호수의 약 2,500 km2 집수 지역은 폭우 후 지역 범람을 자주 유발한다. 이것은 툰 호수를 배수하는 아레강(Aare)이 초과 유출수를 처리할 수 있는 용량이 제한되어 있기 때문에 발생한다. 호수는 툰 호수보다 6m 높은 브리엔츠 호수에서 남동쪽으로 흐르는 물과 칸더강을 포함한 오버란트의 다양한 개울을 통해 공급된다.
1835년에 여객 증기선이 호수에서 정기적으로 운행되기 시작했다. 블륌리즈알프(Blümlisalp)와 같은 지역 철도 회사 BLS AG가 운영하는 10척의 여객선이 인터라켄과 툰 마을을 운행한다. 인터라켄 선박 운하와 툰 선박 운하는 각각 인터라켄 서역과 툰역에 호수를 연결한다.
제2차 세계 대전 이후 1964년까지 스위스 정부는 사용하지 않은 탄약을 툰 호수에 처분했다. 투기된 탄약의 양은 3000~9020톤 이상으로 알려졌다.

## 갤러리

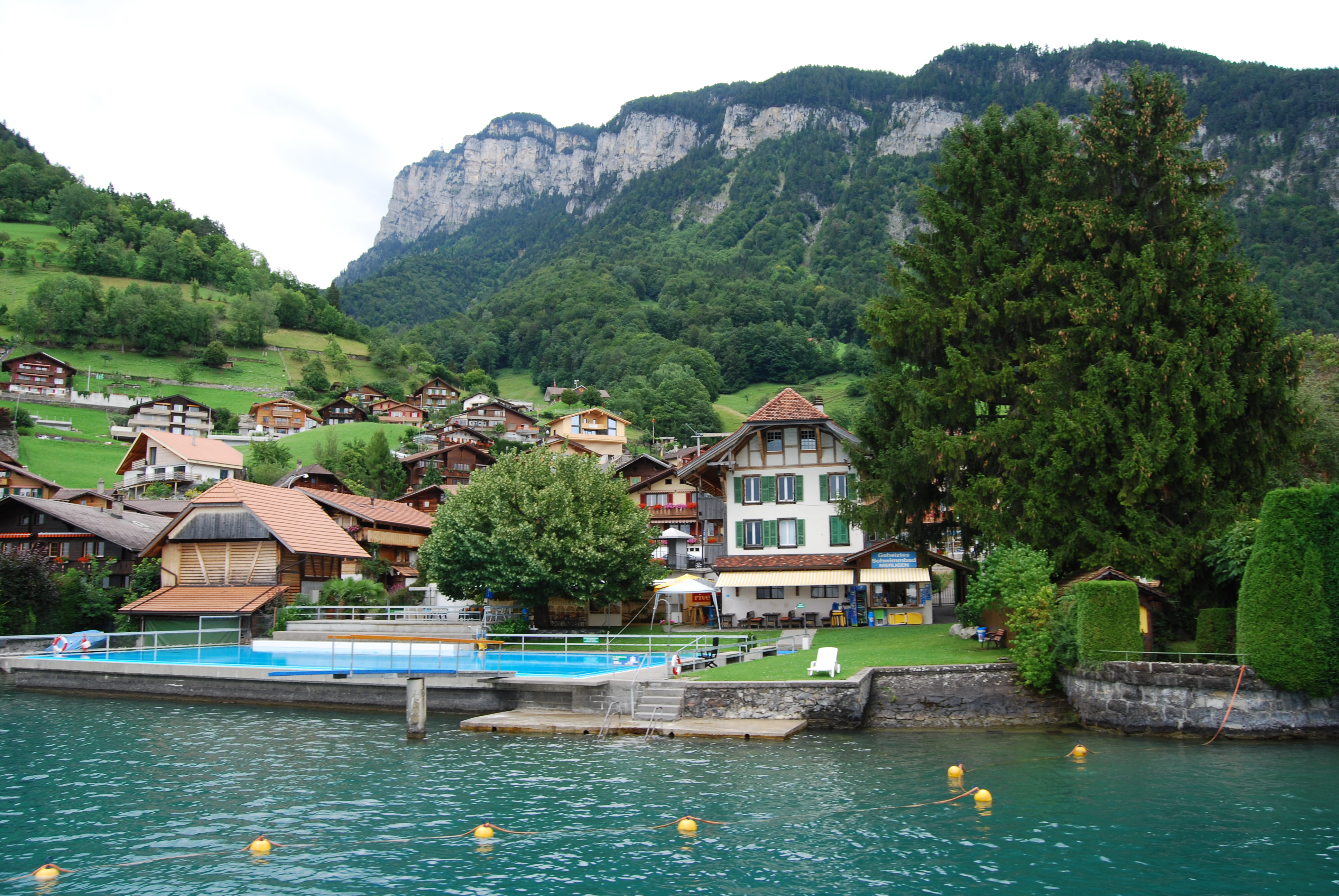
머리겐 마을 (지그리스빌)
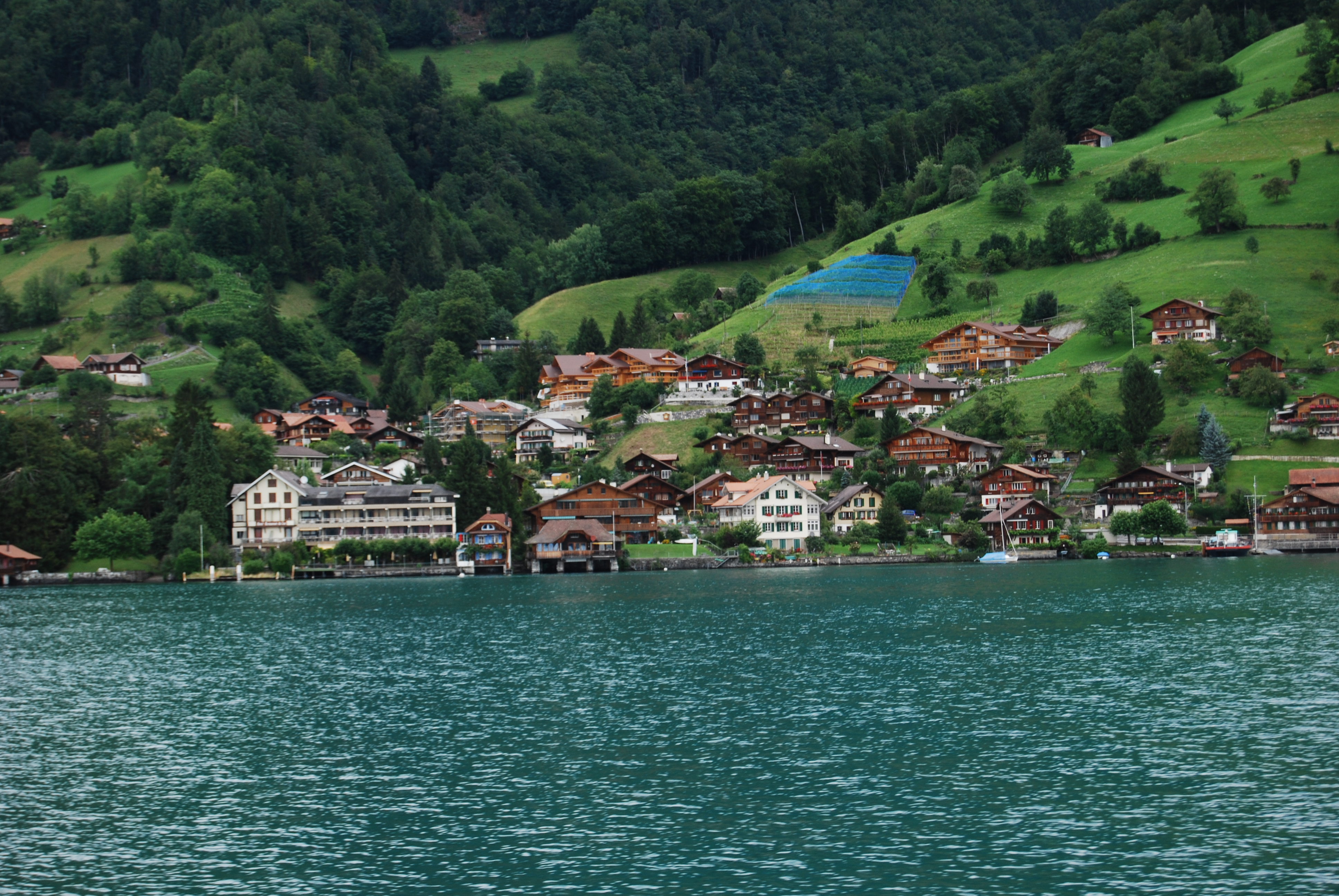
머리겐 마을
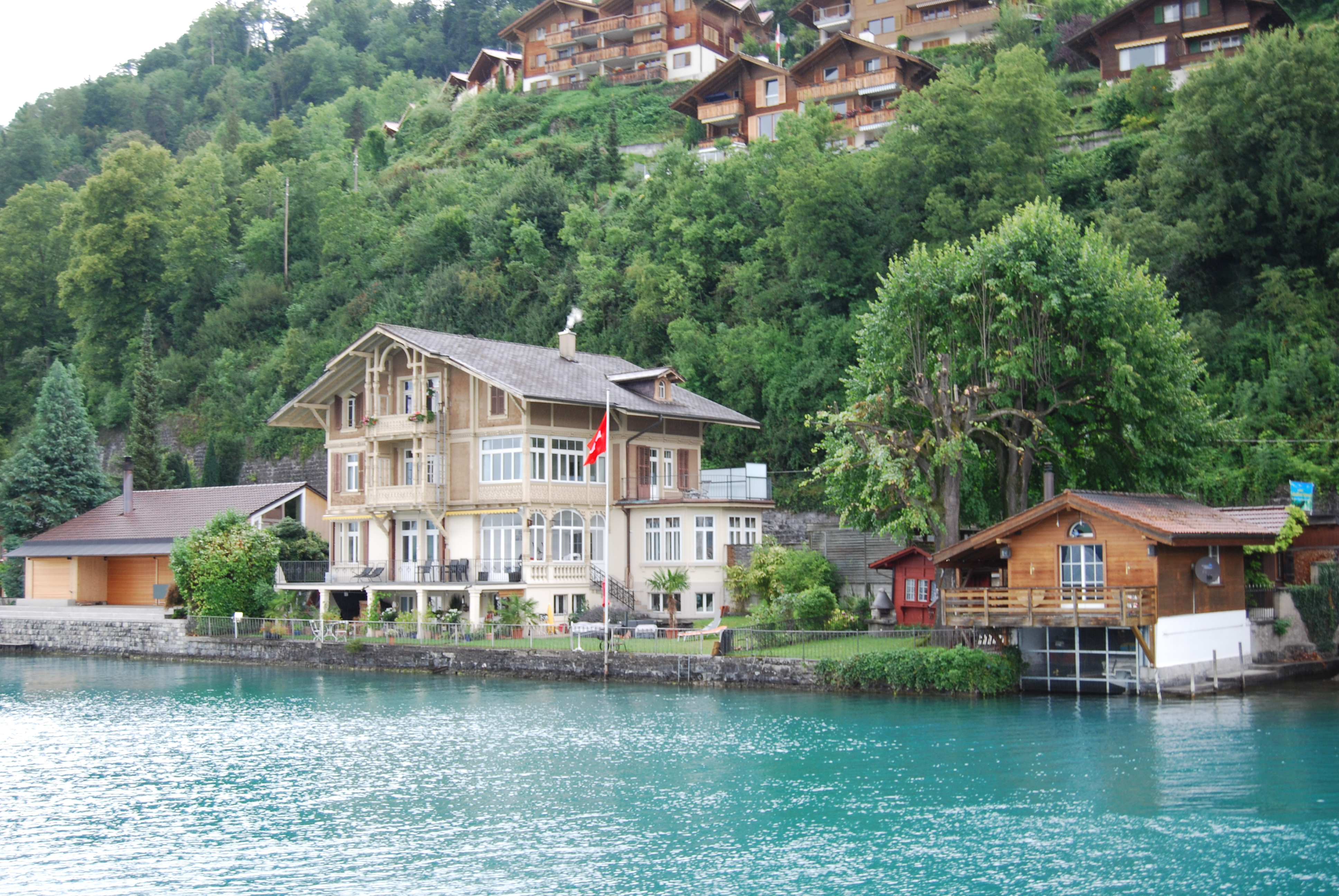
구텐 (지그리스빌)
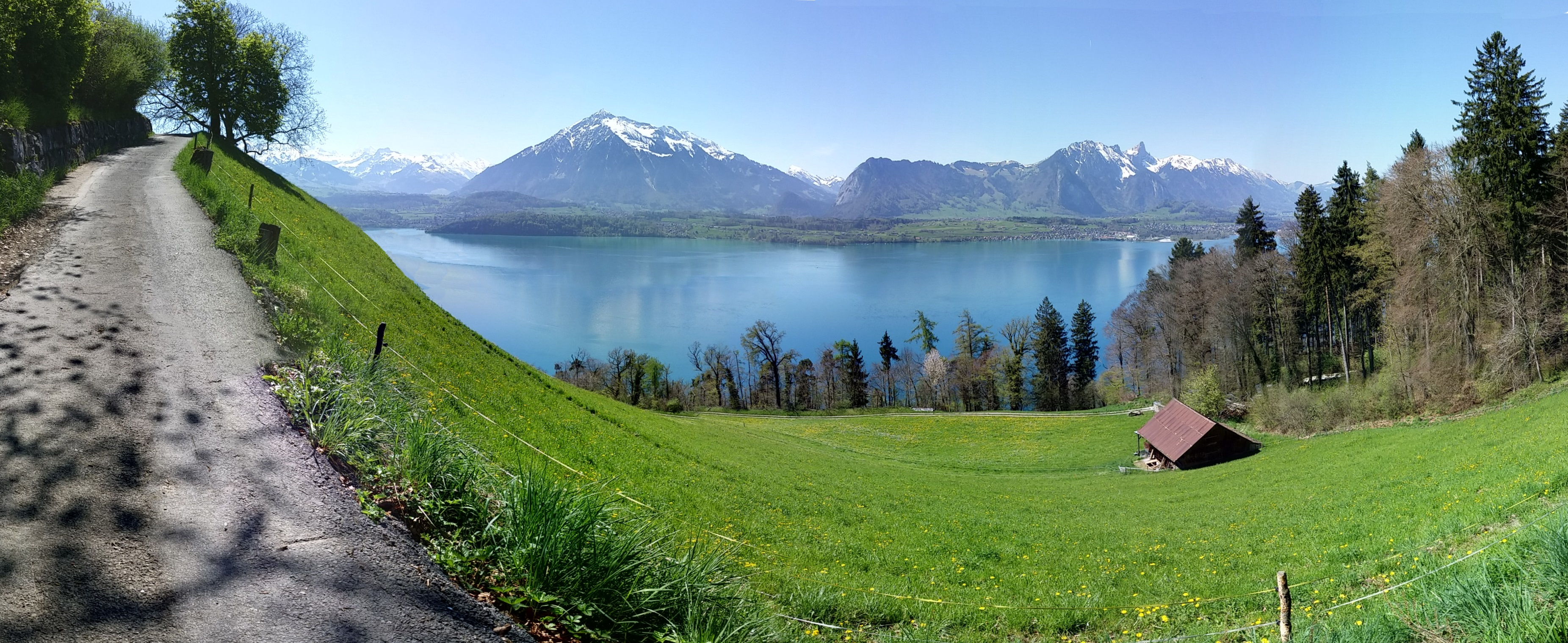
툰호와 니젠산
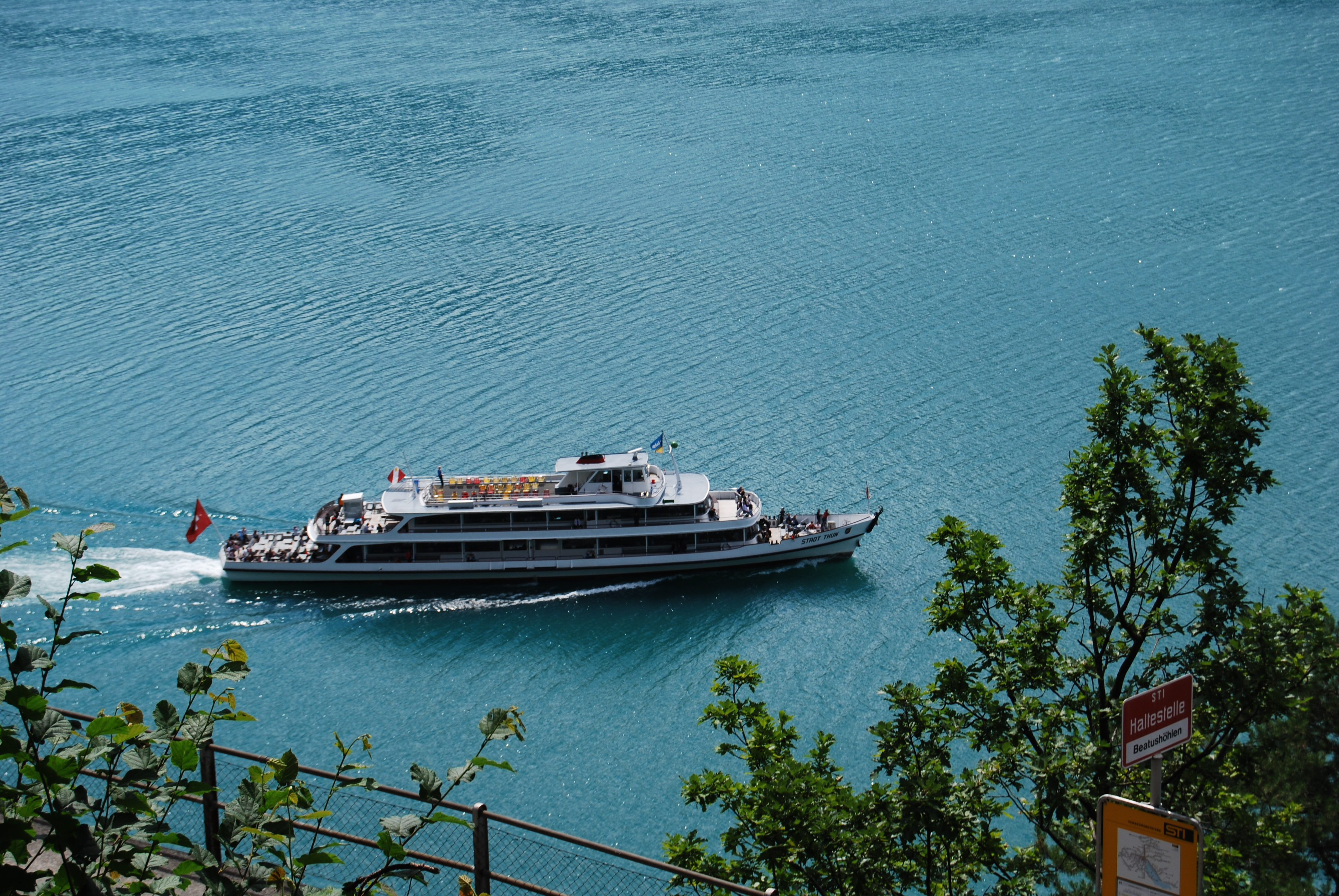
성 비아투스 동일 입구에서 찍은 툰호와 증기선 블뤼밀리즈알프